# Joost van Cortenbach

Familiewapen
van Cortenbach

Joost van Cortenbach was heer van Helmond van 1534-1560.
Tijdens zijn bewind werd de stad Helmond aangevallen door de Geldersen onder leiding van de leerlinghe des duyvels, veldheer Maarten van Rossum. Dit gebeurde in 1543. Uit voorzorg werden alle bomen rond de stad gekapt, en van de opbrengst werden drie donderbussen gekocht. Ook de gebouwen buiten de omwalling, waaronder het Augustinessenklooster in De Haghe, werden in brand gestoken. Toen in juli de veldheer kwam opdagen, kon hij niet door de stad doordringen en wist de bezetting van de stad, onder leiding van Joost van Cortenbach, de vijand te weerstaan.
Daarnaast heeft Joost opdracht gegeven tot de bouw van de Ridderzaal in het Kasteel Helmond, nadat hier op 10 februari 1549 een brand was uitgebroken.
Van de zoons zijn bekend:
- Jan V van Cortenbach, die zijn vader opvolgde, en:
- Adolf van Cortenbach, die zijn broer opvolgde.

Ook liet Joost een natuurlijke dochter na, en wel:
Margriet van Cortenbach